# سان فيتو لو كابو
سان فيتو لو كابو (بالإيطالية: San Vito Lo Capo)‏ هي بلدية في مقاطعة تراباني في صقلية الإيطالية.

## السكان
في سنة 1861 بلغ عدد السكان 2٬304 نسمة، وتطور العدد ليصل في سنة 2011 لـ 4٬415 نسمة.
يظهر هذا المخطط البياني تطور النمو السكاني لـ سان فيتو لو كابو

## توأمة
لسان فيتو لو كابو اتفاقيات توأمة مع كل من:
- سان فيتو كييتينو
- حلق الوادي